# Victor Spinetti
Vittorio Giorgio Andre "Victor" Spinetti, född 2 september 1929 i  Cwm i Ebbw Vale, död 18 juni 2012 i Monmouth i Wales, var en brittisk (walesisk) skådespelare, författare och poet. Spinetti medverkade under sin 50 år långa karriär i många scenuppsättningar såväl som filmer, däribland Beatlesfilmerna Yeah! Yeah! Yeah!, Hjälp! och Magical Mystery Tour, Franco Zeffirellis Så tuktas en argbigga, Under Milk Wood, Den Rosa Pantern kommer tillbaka och Under the Cherry Moon.

## Filmografi i urval
- 1964 – Becket
- 1964 – Yeah! Yeah! Yeah!
- 1965 – Hjälp!
- 1967 – Så tuktas en argbigga
- 1967 – Magical Mystery Tour
- 1968 – Kom så rånar vi!
- 1969 – Can Heironymus Merkin Ever Forget Mercy Humppe and Find True Happiness?
- 1970 – Vackert, brorsan!
- 1972 – Under Milk Wood
- 1974 – Den lille prinsen
- 1974 – The Great McGonagall
- 1975 – Whodunnit? (TV-serie)
- 1975 – Den Rosa Pantern kommer tillbaka
- 1976 – De fördömdas resa
- 1977 – Casanova & Co.
- 1979 – Landet Narnia
- 1984 – Mistrals dotter (TV-serie)
- 1986 – Under the Cherry Moon
- 1995 – Indiana Jones äventyr (TV-serie)
- 1995 – Bottom (TV-serie)
- 2005 – The Beatles: Love Me Do